# Culladia toonderi
Culladia toonderi là một loài bướm đêm trong họ Crambidae.